# Sandinista lanceolatum
Genre
Espèce
Synonymes
- Eurypelma lanceolatum Simon, 1891
- Brachypelma fossoria Valerio, 1980

Sandinista lanceolatum, unique représentant du genre Sandinista, est une espèce d'araignées mygalomorphes de la famille des Theraphosidae.

## Distribution
Cette espèce se rencontre au Nicaragua et au Costa Rica.

## Description
Le mâle holotype mesure 17,8 mm et la femelle paratype 40,1 mm.

## Publications originales
- Simon, 1891 : Liste des Aviculariides qui habitent le Mexique et l'Amérique centrale. Actes de la Société Linnéenne de Bordeaux, vol. 44, p. 327-339 (texte intégral).
- Longhorn & Gabriel, 2019 : Revised taxonomic status of some Mexican and Central American tarantulas (Araneae: Theraphosidae), with transfers from Aphonopelma Pocock, 1901, and a new genus from the Pacific lowlands of Nicaragua and Costa Rica. Arachnology, vol. 18, no 2, p. 101-120.